# Rogers Cup 2013
Rogers Cup presented by National Bank 2013, také známý pod názvem Canada Masters 2013, byl společný tenisový turnaj mužského okruhu ATP World Tour a ženského okruhu WTA Tour, hraný na otevřených dvorcích s tvrdým povrchem. Konal se mezi 3. až 11. srpnem 2013 ve dvou kanadských velkoměstech jako 124. ročník mužského a 112. ročník ženského turnaje.
Mužská polovina probíhala v montréalském areálu s centrálním dvorcem Uniprix Stadium. Po grandslamu je zařazena do druhé nejvyšší kategorie okruhu ATP Masters 1000 a její dotace činí 3 496 085 amerických dolarů. Ženská část s rozpočtem 2 369 000 dolarů se odehrávala v torontském areálu s centrkurtem Rexall Centre. Na okruhu WTA patří do kategorie WTA Premier 5. V Torontu byl hrán také turnaj legend.
Turnaj představoval třetí díl severoamerické Emirates Airline US Open Series 2013.

## Distribuce bodů a finančních odměn

### Distribuce bodů
| Soutěž       | Vítězové | F   | SF  | ČF  | 16 v kole | 32 v kole | 64 v kole | Q  | Q2 | Q1 |
| ------------ | -------- | --- | --- | --- | --------- | --------- | --------- | -- | -- | -- |
| dvouhra mužů | 1000     | 600 | 360 | 180 | 90        | 45        | 10        | 25 | 16 | 0  |
| čtyřhra mužů | 1000     | 600 | 360 | 180 | 90        | 0         |           |    |    |    |
| dvouhra žen  | 900      | 620 | 395 | 225 | 125       | 70        | 1         | 30 | 20 | 1  |
| čtyřhra žen  | 900      | 620 | 395 | 225 | 125       | 5         |           |    |    |    |

### Finanční odměny
Celkový rozpočet mužské části turnaje činí 3 496 085 dolarů, což je meziroční nárůst okolo 800 000 dolarů.
| Soutěž        | Vítězové | Finále   | Semifinále | Čtvrtfinále | 16 v kole | 32 v kole | 64 v kole | Q2     | Q1     |
| ------------- | -------- | -------- | ---------- | ----------- | --------- | --------- | --------- | ------ | ------ |
| dvouhra mužů  | $522 550 | $256 220 | $128 960   | $65 575     | $34 050   | $17 950   | $9 695    | $2 145 | $1 095 |
| dvouhra žen   | $426 000 | $213 000 | $104 700   | $49 040     | $23 730   | $12 200   | $6 400    | $2 670 | $1 620 |
| čtyřhra mužů* | $155 490 | $76 120  | $38 180    | $19 600     | $10 130   | $5 350    |           |        |        |
| čtyřhra žen*  | $122 000 | $61 600  | $30 425    | $15 340     | $7 780    | $3 840    |           |        |        |

* částka na jednoho člena páru

## Dvouhra mužů

### Nasazení
| Stát               | Hráč                  | ATP1) | Nasazení |
| ------------------ | --------------------- | ----- | -------- |
| Srbsko             | Novak Djoković        | 1.    | 1.       |
| Spojené království | Andy Murray           | 2.    | 2.       |
| Španělsko          | David Ferrer          | 3.    | 3.       |
| Španělsko          | Rafael Nadal          | 4.    | 4.       |
| Česko              | Tomáš Berdych         | 6.    | 5.       |
| Argentina          | Juan Martín del Potro | 7.    | 6.       |
| Francie            | Richard Gasquet       | 9.    | 7.       |
| Švýcarsko          | Stanislas Wawrinka    | 10.   | 8.       |
| Japonsko           | Kei Nišikori          | 11.   | 9.       |
| Německo            | Tommy Haas            | 12.   | 10.      |
| Kanada             | Milos Raonic          | 13.   | 11.      |
| Španělsko          | Nicolás Almagro       | 14.   | 12.      |
| Itálie             | Fabio Fognini         | 16.   | 13.      |
| Francie            | Gilles Simon          | 17.   | 14.      |
| Polsko             | Jerzy Janowicz        | 18.   | 15.      |
| Srbsko             | Janko Tipsarević      | 19.   | 16.      |

- 1) Žebříček ATP k 29. červenci 2013.

### Jiné formy účasti
Následující hráčí obdrželi divokou kartu do hlavní soutěže:
- Frank Dancevic
- Jesse Levine
- Filip Peliwo
- Vasek Pospisil

Následující hráči postoupili z kvalifikace:
- Benjamin Becker
- Alex Bogomolov
- David Goffin
- Lu Jan-sun
- Marinko Matosevic
- Peter Polansky
- Amir Weintraub

#### Odhlášení
před zahájením turnajem
- Marin Čilić
- Roger Federer
- Mardy Fish
- Juan Mónaco
- Gaël Monfils
- Sam Querrey
- Tommy Robredo
- Viktor Troicki
- Jo-Wilfried Tsonga

### Skrečování
- Jarkko Nieminen]

## Mužská čtyřhra

### Nasazení
| Stát          | Hráč              | Stát          | Hráč              | ATP1 | Nasazení |
| ------------- | ----------------- | ------------- | ----------------- | ---- | -------- |
| Spojené státy | Bob Bryan         | Spojené státy | Mike Bryan        | 2.   | 1.       |
| Španělsko     | Marcel Granollers | Španělsko     | Marc López        | 9.   | 2.       |
| Rakousko      | Alexander Peya    | Brazílie      | Bruno Soares      | 14.  | 3.       |
| Indie         | Leander Paes      | Česko         | Radek Štěpánek    | 19.  | 4.       |
| Pákistán      | Ajsám Kúreší      | Nizozemsko    | Jean-Julien Rojer | 25.  | 5.       |
| Švédsko       | Robert Lindstedt  | Kanada        | Daniel Nestor     | 29.  | 6.       |
| Chorvatsko    | Ivan Dodig        | Brazílie      | Marcelo Melo      | 35.  | 7.       |
| Bělorusko     | Max Mirnyj        | Rumunsko      | Horia Tecău       | 38.  | 8.       |

- 1 Žebříček ATP k 29. červenci 2013; číslo je součtem žebříčkového postavení obou členů páru.

### Jiné formy účasti
Následující páry obdržely divokou kartu do hlavní soutěže:
- Frank Dancevic /  Adil Shamasdin
- Jesse Levine /  Vasek Pospisil

## Ženská dvouhra

### Nasazení
| Stát          | Hráčka              | WTA1) | Nasazení |
| ------------- | ------------------- | ----- | -------- |
| Spojené státy | Serena Williamsová  | 1.    | 1.       |
| Bělorusko     | Viktoria Azarenková | 3.    | 2.       |
| Polsko        | Agnieszka Radwańská | 4.    | 3.       |
| Čína          | Li Na               | 5.    | 4.       |
| Itálie        | Sara Erraniová      | 6.    | 5.       |
| Česko         | Petra Kvitová       | 7.    | 6.       |
| Francie       | Marion Bartoliová   | 8.    | 7.       |
| Německo       | Angelique Kerberová | 9.    | 8.       |
| Dánsko        | Caroline Wozniacká  | 10.   | 9.       |
| Itálie        | Roberta Vinciová    | 11.   | 10.      |
| Rusko         | Maria Kirilenková   | 12.   | 11.      |
| Austrálie     | Samantha Stosurová  | 13.   | 12.      |
| Belgie        | Kirsten Flipkensová | 14.   | 13.      |
| Spojené státy | Sloane Stephensová  | 15.   | 14.      |
| Srbsko        | Jelena Jankovićová  | 16.   | 15.      |
| Srbsko        | Ana Ivanovićová     | 17.   | 16.      |

- 1) Žebříček WTA k 29. červenci 2013.

### Jiné formy účasti
Následující hráčky obdržely divokou kartu do hlavní soutěže:
- Viktoria Azarenková
- Marion Bartoliová
- Eugenie Bouchardová
- Stéphanie Duboisová
- Sharon Fichmanová

Následující hráčky postoupily z kvalifikace:
- Kiki Bertensová
- Jana Čepelová
- Lauren Davisová
- Alexandra Dulgheruová
- Julia Glušková
- Petra Martićová
- Alison Riskeová
- Anastasia Rodionovová
- Olga Savčuková
- Chanelle Scheepersová
- Anna Tatišviliová
- Carol Zhaová
  -  Světlana Kuzněcovová – jako šťastná poražená
  -  Bethanie Matteková-Sandsová – jako šťastná poražená
  -  Ajumi Moritová – jako šťastná poražená

#### Odhlášení
před zahájením turnaje
- Viktoria Azarenková (poranění bederní páteře)
- Simona Halepová
- Bojana Jovanovská
- Kaia Kanepiová
- Sabine Lisická
- Romina Oprandiová
- Laura Robsonová (poranění pravého zápěstí)
- Pcheng Šuaj (víza)
- Naděžda Petrovová (poranění levé dolní končetiny)
- Maria Šarapovová[3] (poranění kyčle)

## Ženská čtyřhra

### Nasazení
| Stát          | Hráčka                     | Stát          | Hráčka                       | WTA1 | Nasazení |
| ------------- | -------------------------- | ------------- | ---------------------------- | ---- | -------- |
| Itálie        | Sara Erraniová             | Itálie        | Roberta Vinciová             | 2.   | 1.       |
| Rusko         | Jekatěrina Makarovová      | Rusko         | Jelena Vesninová             | 10.  | 2.       |
| Německo       | Anna-Lena Grönefeldová     | Česko         | Květa Peschkeová             | 25.  | 3.       |
| Spojené státy | Raquel Kopsová-Jonesová    | Spojené státy | Abigail Spearsová            | 34.  | 4.       |
| Indie         | Sania Mirzaová             | Čína          | Čeng Ťie                     | 41.  | 5.       |
| Spojené státy | Liezel Huberová            | Španělsko     | Nuria Llagosteraová Vivesová | 44.  | 6.       |
| Francie       | Kristina Mladenovicová     | Kazachstán    | Galina Voskobojevová         | 44.  | 7.       |
| Rusko         | Anastasija Pavljučenkovová | Česko         | Lucie Šafářová               | 47.  | 8.       |

- 1 Žebříček WTA k 29. červenci 2013; číslo je součtem žebříčkového postavení obou členek páru.

### Jiné formy účasti
Následující páry obdržely divokou kartu do hlavní soutěže:
- Eugenie Bouchardová /  Kirsten Flipkensová
- Gabriela Dabrowská /  Sharon Fichmanová
- Daniela Hantuchová /  Martina Hingisová
- Angelique Kerberová /  Petra Kvitová

Následující pár nastoupil do soutěže z pozice náhradníka:
- Sandra Klemenschitsová /  Olga Savčuková

#### Odhlášení
před zahájením turnaje
- Laura Robsonová

## Přehled finále

### Mužská dvouhra
- Rafael Nadal vs.  Milos Raonic, 6–2, 6–2

### Ženská dvouhra
- Serena Williamsová vs.  Sorana Cîrsteaová, 6–2, 6–0

### Mužská čtyřhra
- Alexander Peya /  Bruno Soares vs.  Colin Fleming /  Andy Murray, 6–4, 7–6

### Ženská čtyřhra
- Jelena Jankovićová /  Katarina Srebotniková  vs.  Anna-Lena Grönefeldová /  Květa Peschkeová, 5–7, 6–2, [10–6]